# Alicia Scherson
Alicia Scherson Vicencio (Santiago, Chile; 30 de novembro de 1974) é uma diretora de cinema e roteirista chilena.

## Biografia
Estudou Biologia na Universidade Católica, mas em 1994 foi a Cuba, a San Antonio de los Baños onde, na Escola Internacional de Cinema e Televisão, obteve seu diploma de cineasta. Cinco anos depois, com a ajuda da bolsa Fulbright vai para Chicago fazer um mestrado em Belas Artes na Universidade de Illinois.
Os primeiros curtas-metragens e curta-documentários são filmados em 16 mm em Cuba durante a sua época de estudante e os apresenta em vários festivais. Depois, em Chicago, gravou em vídeo pequenas ficções que mostrou em galerias e festivais. Seu curta Crying Underwater foi lançado em 2002 na Holanda.
Começa a rodar seu primeiro longa metragem, Play, em 2004, em (Santiago, com roteiro escrito por ela mesma no ano anterior. O filme estreou em 2005 e teve um grande sucesso, ganhando um total de 17 prêmios em diversos festivais. Dois meses após o lançamento deste filme de sucesso, a TV 13 mostra um curta de Scherson: Baño de mujeres, cuja trama desenvolve-se no banho de um aeroporto, onde três mulheres muito diferentes ficam trancadas.
Turistas foi seu segundo longa metragem, estreado no Festival Internacional de Cinema de Róterdam em 2009, onde foi nominada aos prêmios Tiger. O filme é de uma poética muito diferente da sua estreia. Como diz a revista digital OnOff, "é um olhar capaz de examinar minuciosamente, a vida vegetal e animal bem como o interior de sua protagonista" Scherson, concordando com essa avaliação, acrescenta: "Desde o princípio quis filmar algo preciso e resgatando o visual do naturalismo, como se observasse as coisas de perto, como faz uma personagem principal (Karla, interpretada por Aline Kuppenheim) plantas, bichos, há uma câmera muito próxima e nítida, um desejo de precisão, contando poucas coisas com cuidado". Turistas foi filmado principalmente no Parque Nacional Radal Sete Xícaras na Região do Maule.
Seu terceiro longa , Il futuro, que estreou nos cinemas do Chile em 6 de junho de 2013 (antes, em janeiro, participou dos festivais de Sundance e Róterdam), é baseado em Una novelita lumpen de Roberto Bolaño e protagonizado por Manuela Martelli. A ideia de levar esta obra do escritor cult surgiu quando estava filmando Turistas. "Adaptar obras literárias não é o meu caso, e embora adore a Bolaño, não acho que seus livros sejam muito cinematográficos. Quando li este pequeno romance, ao invés disso, fui capturada pela voz feminina que narra a história. Fiquei obcecada com a ideia de transformá-lo em imagens". Ela estava tão obcecada, que apesar de estar filmando seu segundo longa, viajou a Barcelona para chegar a um acordo com a agente do chileno falecido em 2003.
A própria Scherson costuma escrever seus roteiros e também é coautora do roteiro de Ilusiones ópticas, o premiado filme de Cristián Jiménez. Foi produtora executiva de Turistas e do filme de José Luis Torres Leiva Verano (2011).
Tem sua própria empresa —A Ventura, para produzir ou co-produzir seus próprios filmes ou as de outros colegas— e é professora da Oficina de Ficção na Escola de Cinema da Universidade de Chile.
Em junho de 2018 foi convidada a integrar a Academia de Artes e Ciências Cinematográficas de Estados Unidos.

## Filmes

### Longas-metragens
- 2005: Play
- 2009: Turistas
- 2013: Il futuro
- 2016: Vida de familia

### Curtas-metragens
- 2002: Crying Underwater
- 2005: Baño de mujeres

## Prêmios principais
- Melhor Diretora Novel do Festival de Cinema de Tribeca 2005 (Nova York) por Play
- Prêmio Glauber Rocha do Festival Internacional de Cinema de Montreal 2005 (Canadá) por Play
- Prêmio do Público no Festival de 3 Continentes 2005 (Nantes) por Play
- Prêmio do Público no Festival de Cinema de Santiago SANFIC1 2005 por Play
- Câmara Independente do Festival Internacional de Cinema de Karlovy Vary 2006 (República Checa) por Play
- Melhor Diretora Novel do Festival Internacional Skip City D-Cinema 2006 (Japão) por Play
- Prêmio Coral a Opera Prima do Festival Internacional do Novo Cinema Latinoamericano de Havana 2005 por Play
- Prêmio da Federação de Escolas da Imagem e o Som de Iberomérica (FEISAL) a um jovem realizador 2005 por Play
- Grande Premio Cidade de Lisboa 2006 no Festival Indie de Lisboa por Play
- Prêmio KNF do círculo de críticos de #o Holanda, Festival Internacional de Cinema de Róterdam 2013 por Il futuro[9]